# Botryosphaeria disrupta
Botryosphaeria disrupta är en svampart som först beskrevs av Berk. & M.A. Curtis, och fick sitt nu gällande namn av Arx & E. Müll. 1954. Botryosphaeria disrupta ingår i släktet Botryosphaeria och familjen Botryosphaeriaceae.   Inga underarter finns listade i Catalogue of Life.